# Endococcus propinquus
Endococcus propinquus är en lavart som först beskrevs av Körb., och fick sitt nu gällande namn av David Leslie Hawksworth 1979. Endococcus propinquus ingår i släktet Endococcus, klassen Dothideomycetes, divisionen sporsäcksvampar,  och riket svampar.  Arten är reproducerande i Sverige. Inga underarter finns listade.